# Treffling (Url)
Die Treffling ist ein rechter Zufluss zur Url bei Krenstetten in Niederösterreich.
Die Treffling entspringt an der Südseite des Buchenberges und fließt in einem Bogen über Holzknechtstatt ab und von dort auf Seitenstetten zu, nimmt dabei mehrere Zubringer auf, darunter den von links kommenden Kalkgraben, der davor den Bach von Gugenberg aufgenommen hat. Die Treffling durchfließt sodann Seitenstetten um etwas unterhalb den Pyrachgraben, den Dachsbach und den Bach von Spielberg, die alle von rechts einfließen, bis sie selbst etwas oberhalb von Krenstetten von rechts in die Url mündet. Ihr Einzugsgebiet umfasst 28,4 km² in weitgehend offener Landschaft.